# ホイラー・グレイシー
ホイラー・グレイシー（Royler Gracie、1965年12月6日 - ）は、ブラジルの男性柔術家、元総合格闘家。リオデジャネイロ州出身。グレイシー・ウマイタ所属。ブラジリアン柔術七段。
エリオ・グレイシーの五男。兄にヒクソン・グレイシー、弟にホイス・グレイシーがいる。アブダビコンバット三連覇、世界柔術選手権四連覇を達成するなど、グレイシー一族の中でも秀でた柔術テクニックを持つ。

## 来歴
1995年、柔術大会でマーカス・アウレリオに敗れた。
1998年3月15日、PRIDE初参戦となったPRIDE.2で佐野なおきと対戦し、腕ひしぎ十字固めで一本勝ち。
1999年11月21日、PRIDE.8で桜庭和志と対戦し、チキンウィングアームロックで見込み一本負け。ホイラー側のセコンドはタップしていないことを指摘して抗議を行ったが、裁定は覆らなかった。試合の翌日、ホイラーは「普段から特殊なトレーニングを積んでおり、私の腕関節はあの状態でも極まらない」と主張したが、主催者側からは「亜脱臼、あるいはそれに近い状態にあったことは明らかで試合続行は不可能」として訴えは退けられ、桜庭からは「仮にあそこまで腕が曲がるとしても、あの状態からどうやって脱出するんですか」と反論を受けた。
2001年1月8日、DEEP2001旗揚げ戦で村浜武洋と対戦し、時間切れドローとなった。
2004年5月22日、K-1 ROMANEXで須藤元気と対戦。タックルを潰されたところに膝蹴りを顔面に受けダウンし、パウンドで追撃されKO負け。
2005年7月6日、初参戦となったHERO'Sのミドル級（-70kg）世界最強王者決定トーナメント1回戦で吉田幸治に判定勝ちするも、9月7日の準々決勝で山本"KID"徳郁に右フックでKO負け。
2006年12月31日、K-1 PREMIUM 2006 Dynamite!!で所英男と対戦し、判定負けを喫した。
2011年9月14日、引退試合となったAmazon Forest Combat 1で上田将勝と引退試合を行い、判定負け。
2015年9月23日、アメリカ合衆国の市民権を獲得した。

## 人物・エピソード
- 愛読書は「孫子の兵法」。
- ホイラーとヒクソンが日本で初めて柔術セミナーを行った際、佐藤ルミナとスパーリングで対戦している。

## 戦績

### 総合格闘技
| 総合格闘技 戦績 | 総合格闘技 戦績 | 総合格闘技 戦績 | 総合格闘技 戦績 | 総合格闘技 戦績 | 総合格闘技 戦績 | 総合格闘技 戦績 |
| --------------- | --------------- | --------------- | --------------- | --------------- | --------------- | --------------- |
| 11 試合         | (T)KO           | 一本            | 判定            | その他          | 引き分け        | 無効試合        |
| 5 勝            | 0               | 4               | 1               | 0               | 1               | 0               |
| 5 敗            | 2               | 1               | 2               | 0               | 1               | 0               |

| 勝敗 | 対戦相手      | 試合結果                            | 大会名                                                                                   | 開催年月日     |
| ×    | 上田将勝      | 5分3R終了 判定1-2                   | Amazon Forest Combat 1                                                                   | 2011年9月14日  |
| ×    | 所英男        | 5分3R終了 判定0-3                   | K-1 PREMIUM 2006 Dynamite!!                                                              | 2006年12月31日 |
| ×    | 山本"KID"徳郁 | 2R 0:38 KO（右フック）              | HERO'S 2005 ミドル級世界最強王者決定トーナメント準決勝 【ミドル級トーナメント 準々決勝】 | 2005年9月7日   |
| ○    | 吉田幸治      | 5分2R終了 判定2-0                   | HERO'S 2005 ミドル級世界最強王者決定トーナメント開幕戦 【ミドル級トーナメント 1回戦】    | 2005年7月6日   |
| ○    | 宮田和幸      | 2R 2:46 三角絞め                    | Rumble on the Rock 6                                                                     | 2004年11月20日 |
| ×    | 須藤元気      | 1R 3:40 KO（膝蹴り→パウンド）       | ROMANEX 格闘技世界一決定戦                                                               | 2004年5月22日  |
| △    | 村浜武洋      | 10分2R終了 時間切れ                 | DEEP2001                                                                                 | 2001年1月8日   |
| ×    | 桜庭和志      | 2R 13:16 チキンウィングアームロック | PRIDE.8                                                                                  | 1999年11月21日 |
| ○    | 佐野なおき    | 33:14 腕ひしぎ十字固め              | PRIDE.2                                                                                  | 1998年3月15日  |
| ○    | 朝日昇        | 1R 5:07 スリーパーホールド          | VALE TUDO JAPAN '96                                                                      | 1996年7月7日   |
| ○    | イワン・リー  | 1R 1:35 スリーパーホールド          | Universal Vale Tudo Fighting 2                                                           | 1996年6月24日  |

### グラップリング
| 勝敗 | 対戦相手         | 試合結果          | 大会名      | 開催年月日    |
| △    | エディ・ブラボー | 20分終了 時間切れ | Metamoris 3 | 2014年3月29日 |

## 獲得タイトル
- 世界柔術選手権（ムンジアル） 黒帯ペナ（-67kg）級 4連覇（1996年 - 1999年）
- 世界柔術選手権 黒帯アブソルート（無差別）級 3位（1997年）
- パンアメリカン柔術選手権 黒帯ペナ級 優勝（1997年、1999年）
- ADCC 1999 66kg未満級 優勝（1999年）
- ADCC 2000 66kg未満級 優勝（2連覇）（2000年）
- ADCC 2001 66kg未満級 優勝（3連覇）（2001年）
- ADCC 2003 66kg未満級 3位（2003年）